# Annette Eick
Annette Eick (geboren am 13. September 1909 in Berlin; gestorben am 25. Februar 2010 in Devon, UK) war eine deutsche jüdische lesbische Schriftstellerin und Journalistin.

## Leben
Eick schrieb Gedichte und Kurzgeschichten für das Lesbenmagazin Garçonne. Nach der Machtergreifung der Nazis 1933 musste sie den Journalismus aufgeben und war als Haushälterin und Kindermädchen tätig. Nach den Novemberpogromen 1938, bei denen sie einen Angriff von Nationalsozialisten auf ein Hachschara-Lager für jüdische Auswanderer in Havelberg erlebte, floh sie nach London. Ihre Eltern wurden im Konzentrationslager Auschwitz ermordet.
In London arbeitete Eick als Haushälterin und lernte ihre Lebensgefährtin Gertrud Klingel kennen. Sie zogen nach Devon, wo sie einen Kindergarten betrieben und Eick wieder mit dem Schreiben von Gedichten begann. Ihr Gedichtband Immortal Muse wurde 1984 veröffentlicht und diente als Basis für den 2005 erschienenen Kurzfilm The Immortal Muse unter der  Regie von Jules Hussey.
Eick wurde durch ihre Mitwirkung an dem Dokumentarfilm Paragraph 175 aus dem Jahr 2000 bekannt, welcher die Geschichten von fünf schwulen Männern und einer lesbischen Frau (Eick) erzählt, die unter dem § 175 verfolgt wurden. Der größte Teil der Werke Eicks ist allerdings unveröffentlicht.